# Getreidewanze

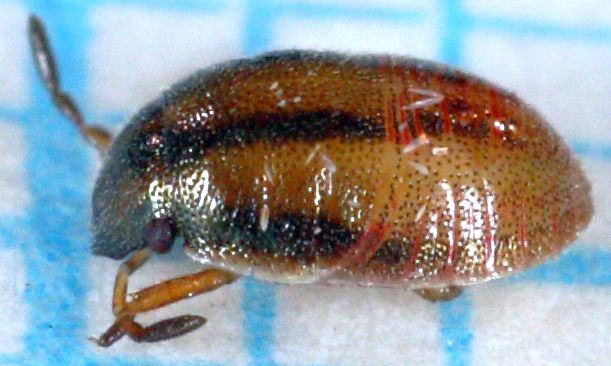
Junge Nymphe

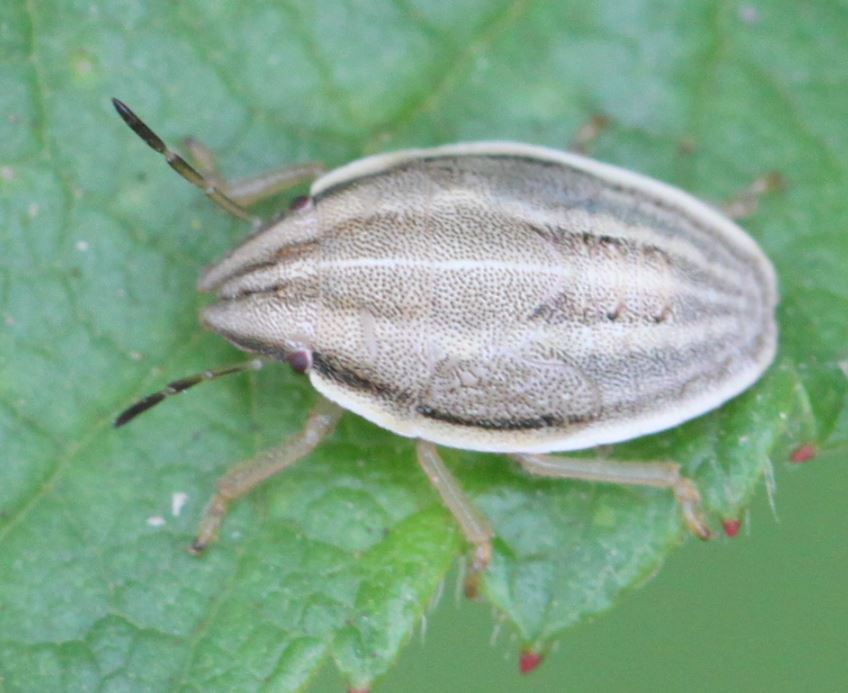
Nymphe der Getreidewanze

Die Getreidewanze (Aelia acuminata), auch Spitzling genannt, ist eine Wanze aus der Familie der Baumwanzen (Pentatomidae).

## Merkmale
Die Wanzen werden 7,8 bis 9,3 Millimeter lang. Namensgebend für die Art ist ihr langgestreckter, zugespitzter Kopf, der charakteristisch für die Art ist. Ihr Körper ist gelblich-weiß gefärbt und trägt auf der Oberseite mehrere braune Streifen. Der Körper ist fein punktförmig strukturiert, wobei diese Punkte auf den hellen Körperpartien hell und auf den dunklen Körperpartien dunkel gefärbt sind. Neben der Kopfform sind für die Art außerdem zwei kleine schwarze Flecken an den Schenkeln (Femora) der mittleren und hinteren Beine charakteristisch. Ihr Pronotum ist plattenartig verbreitert.

## Vorkommen und Lebensraum
Die Art ist in ganz Europa, mit Ausnahme des hohen Nordens, bis Nordafrika sowie im Osten bis Sibirien und über Zentralasien bis in den Norden Chinas verbreitet. Sie ist in Mitteleuropa weit verbreitet und meist häufig und tritt in den Alpen bis etwa 1300 Meter über Meereshöhe auf. Besiedelt werden eine große Zahl verschiedener sonniger bis halbschattiger Lebensräume mit unterschiedlicher Feuchtigkeit und Bodenzusammensetzung. Die Art meidet jedoch kühle und zu feuchte Lebensräume.

## Lebensweise
Die Getreidewanze saugt an vielen verschiedenen Arten von Süßgräsern (Poaceae), wie z. B. vor allem an Schwingel (Festuca), Rispengräsern (Poa), Straußgräsern (Agrostis), Knäuelgräsern (Dactylis), Lolch (Lolium) und Trespen (Bromus). Die Weibchen legen ihre Eier an die Blätter der Nahrungspflanzen unterhalb der Ähre ab. Die Gelege bestehen aus ca. zwölf Eiern, die in Doppelreihen abgelegt werden. Die Nymphen treten von Mai bis Juli auf, seltener auch bis in den September. Die adulten Tiere der neuen Generation treten ab Juli auf. Sie sind im Herbst sehr flugaktiv und sitzen häufig auf krautigen Pflanzen und Gehölzen. Gelegentlich kann man auch in Mitteleuropa noch von September bis November, also vor der Überwinterung Paarungen beobachten. Die Art galt in der ersten Hälfte des 20. Jahrhunderts als Getreideschädling, insbesondere an Weizen, hat diese Bedeutung aber heute praktisch vollständig verloren.

## Belege